# Saint-Pabu
Saint-Pabu is een gemeente in het Franse departement Finistère, in de regio Bretagne. De plaats maakt deel uit van het arrondissement Brest. Saint-Pabu telde op 1 januari 2022 2.078 inwoners.

## Geografie
De oppervlakte van Saint-Pabu bedroeg op 1 januari 2022 9,94 vierkante kilometer; de bevolkingsdichtheid was toen 209,1 inwoners per km².

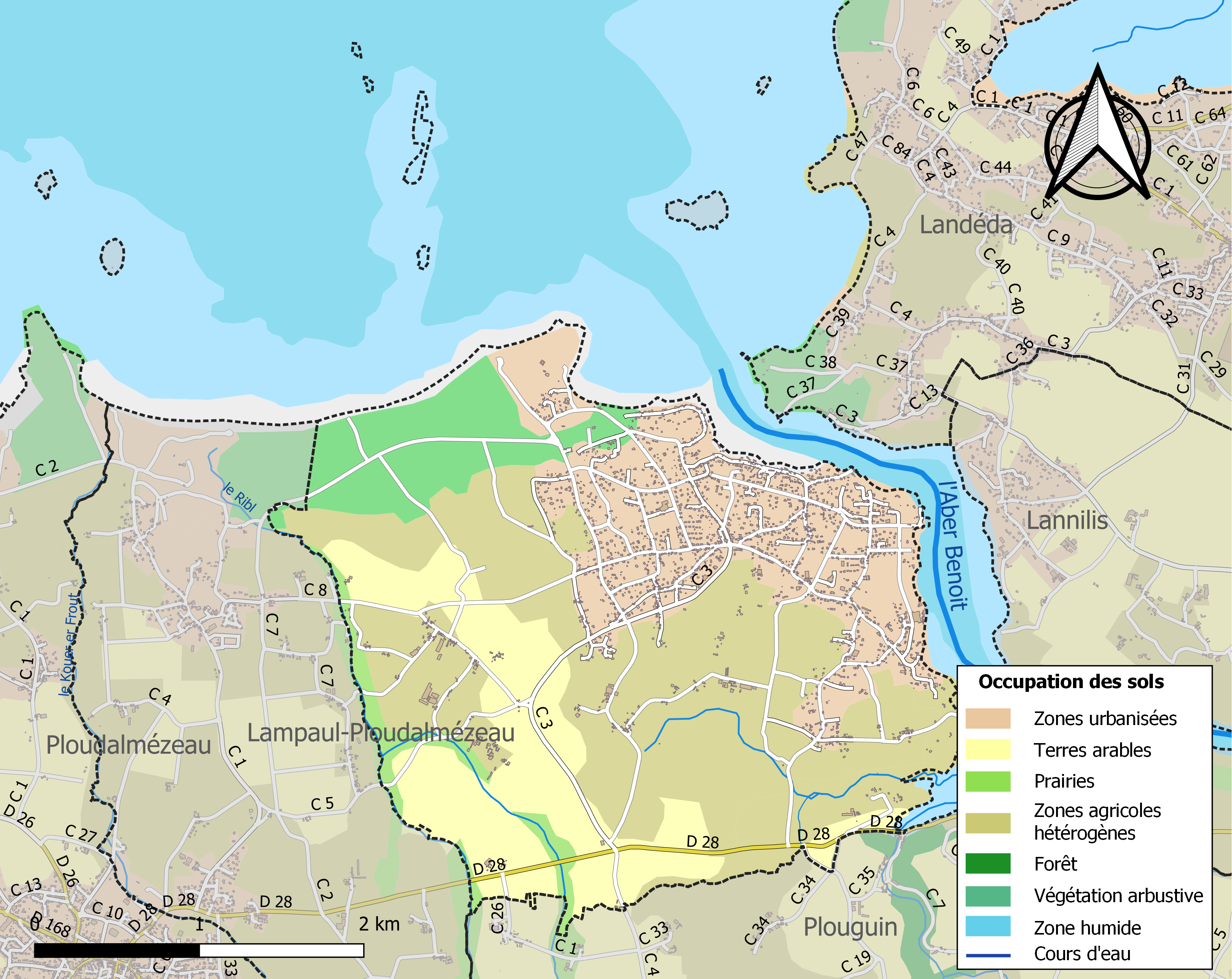
Kaart van de gemeente met belangrijkste infrastructuur, bodemgebruik en omliggende gemeenten

## Demografie
Onderstaande figuur toont het verloop van het inwonertal (bron: INSEE-tellingen).